# Bob Peterson (regista)
Robert Peterson, detto Bob (Wooster, 18 gennaio 1961), è un animatore, sceneggiatore, regista e doppiatore statunitense.

## Filmografia parziale

### Regista

#### Lungometraggi
- Up, co-regia con Pete Docter (2009)

#### Televisione
- I perché di Forky (Forky Asks a Question) (2019)
- Una vita da Dug (Dug Days) (2021)

### Sceneggiatore

#### Lungometraggi
- Alla ricerca di Nemo (2003)
- Cars 3 (2017)

#### Cortometraggi
- La missione speciale di Dug (Dug's Special Mission) (2009)

#### Televisione
- I perché di Forky (Forky Asks a Question) (2019)
- Una vita da Dug (Dug Days) (2021)

### Doppiatore
- Il gioco di Geri (1997) - cortometraggio
- Monsters & Co. (2001)
- Alla ricerca di Nemo (2003)
- Gli Incredibili - Una "normale" famiglia di supereroi (2004)
- Cars - Motori ruggenti (2006)
- Up (2009)
- Toy Story 3 - La grande fuga (2010)
- Monsters University, regia di Dan Scanlon (2013)
- Cars 3 (2017)
- Monsters & Co. la serie - Lavori in corso! (2021) - serie animata
- Elio (2025)

### Dipartimento animazione
- Toy Story - Il mondo dei giocattoli (1995)
- A Bug's Life - Megaminimondo (1998)
- Toy Story 2 - Woody e Buzz alla riscossa (1999)

### Equipe varia
- Monsters & Co. (2001)
- Alla ricerca di Nemo (2003)

## Doppiatori italiani
- Loretta Goggi in Monsters & Co., Monsters University
- Marco Mete in Alla ricerca di Nemo
- Dante Biagioni in Toy Story 3
- Alessandra Cassioli in Monsters & Co. la serie - Lavori in corso!
- Neri Marcorè in Elio